# Epizoanthus amerimnus
Epizoanthus amerimnus is een Zoanthideasoort uit de familie van de Epizoanthidae. De wetenschappelijke naam van de soort is voor het eerst geldig gepubliceerd in 1952 door Pax.